# Home Movies
Pour plus de détails, voir Fiche technique et Distribution.
Home Movies est un film indépendant américain réalisé par Brian De Palma et sorti en 1980.
Ce film a été réalisé « en marge » d'Hollywood. Après 10 ans de films plutôt commerciaux ou à budgets importants, Brian De Palma retourne à ses premiers amours et réalise ce film semi auto-biographique avec l'aide de ses étudiants en cinéma du Sarah Lawrence College.

## Synopsis
Denis Byrd, un jeune homme créatif, vit dans une famille complètement délurée et névrotique. Il tente d'oublier son quotidien en réalisant un petit film. Un professeur d'université égocentrique, "The Maestro", lui prodigue des conseils dans sa tâche.

## Fiche technique
- Titre alternatif : The Maestro[2]
- Réalisation : Brian De Palma
- Scénario : Kim Ambler, Dana Edelman, Robert Harders, Stephen Lemay, Gloria Norris et Charlie Loventhal, d'après une histoire de Brian De Palma
- Musique : Pino Donaggio
- 2e assistant réalisateur : Mark Romanek
- Photographie : James L. Carter
- Montage : Corky O'Hara
- Costumes : Tina Bossidy
- Direction artistique : Tom Surgel
- Direction musicale : Natale Massara
- Décors : Karen Scourby D'Arc
- Photographie : James L. Carter
- Producteurs : Brian De Palma, Jack Temchin et Gilbert Adler

Producteurs associés : Sam Irvin et Mark E. Rosman
Assistant de production : Joe Stillman
- Distribution : United Artists (États-Unis)
- Budget : 400 000 $
- Langue originale : anglais
- Genre : comédie
- Dates de sortie [2]:
  - New York : 16 mai 1980

## Distribution
- Kirk Douglas : Dr Tuttle « The Maestro »
- Nancy Allen : Kristina
- Mary Davenport : Mme Byrd
- Vincent Gardenia : Dr. Byrd
- Keith Gordon : Denis Byrd
- Gerrit Graham : James Byrd
- Loretta Tupper : la grand-mère
- Capitaine Haggerty : le policier
- Theresa Saldana : Judy
- Kari Borg : la nounou suédoise
- Constance Ilowitz : la secrétaire de l'avocat
- Kim Herbert : le Biker
- Ross Barnes : Mark
- Stephen Le May : Matthew
- Charlie Loventhal : Thomas
- Robert Mickles : Andrew
- Jeff Graham : Luke
- Erin Lynch : la petite fille
- Jon Dawson : oncle Nelson
- Colter Rule : le garçon sage en classe